# Pollenia caerulescens
Pollenia caerulescens är en tvåvingeart som först beskrevs av Macquart 1834.  Pollenia caerulescens ingår i släktet vindsflugor, och familjen spyflugor.
Artens utbredningsområde är Frankrike. Inga underarter finns listade i Catalogue of Life.